# معادله کلازیوس–کلاپیرون

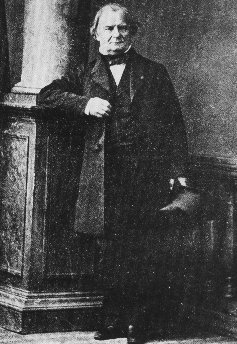
تصویر کلاپیرون

رابطه کلازیوس-کلاپیرون برای مخلوط دو فاز از یک مادۀ خالص و برای ارتباط دادن فشار، حرارت و انبساط به کار می‌رود و بدین قرار است:
{\displaystyle (dT/dP)=T*(vg-vf/hg-hf)}
به کمک این رابطه، آنتالپی تغییر فاز را می توان به دست آورد. توجه کنید که عبارتِ سمت چپ رابطۀ بالا شیبِ نمودار فشار بخار است. دمای یادداشت شده و فشار در همان دما هر دو فشار و دمایِ اشباع هستند.